# كونراد فيدلر
كونراد فيدلر (بالألمانية: Konrad Fiedler)‏ هو مؤرخ الفن وكاتب ألماني، ولد في 23 سبتمبر 1841 في أودهران في ألمانيا، وتوفي في 13 يونيو 1895 في ميونخ في ألمانيا.